# Маденієт (Келеський район)
Маде́нієт (каз. Мәдениет) — село у складі Келеського району Туркестанської області Казахстану. Входить до складу Бірліцького сільського округу.
Населення — 50 осіб (2021; 115 у 2009, 122 у 1999, 155 у 1989).